# Boobs in the Wood
Boobs in the Wood è un cortometraggio statunitense del 1925, diretto da Harry Edwards, con Harry Langdon.

## Trama
Chester Winfield, cacciato di casa dalla nonna, lavora come boscaiolo alle dipendenze di “Big” Bill Reardon. Hazel, la cameriera del campo dei taglialegna, è invaghita di Chester, provocando le scenate di gelosia di Bill.
In seguito ad un diverbio con Bill, Hazel e Chester trovano un nuovo lavoro in un ristorante: lei come barista e lui come lavapiatti.
Chester, per una serie di equivoci, si conquista la fama di uomo coraggioso e pericoloso, riuscendo a mettere fuori combattimento prima un violento e temuto baro, e, infine, quando si presenta nel locale, anche Bill.